# منشأة سلطان
منشأة سلطان إحدى قرى مركز منوف التابع لمحافظة المنوفية بجمهورية مصر العربية، وتحدها قرى تتا وغمرين ودبركي وشبرا باص ودكما والعراقية، ومن أعلامها محمد محمود السطوحي شيخ مشايخ الطرق الصوفية الأسبق.

## التاريخ
قرية منشأة سلطان من القرى القديمة، حيث وردت باسم «إلواط» في أعمال المنوفية ضمن قرى الروك الصلاحي التي أحصاها ابن مماتي في كتاب قوانين الدواوين، كما وردت باسم «إلواط» في أعمال المنوفية ضمن قرى الروك الناصري التي أحصاها ابن الجيعان في كتاب «التحفة السنية بأسماء البلاد المصرية». وفي العصر العثماني وردت باسم «إلواط» في التربيع العثماني الذي أجراه الوالي العثماني سليمان باشا الخادم في عصر السلطان العثماني سليمان القانوني ضمن قرى ولاية المنوفية، وفي تاريخ 1228هـ/1813م الذي عدّ قرى مصر بعد المسح الذي قام به محمد علي باشا باسم «إلواط» ضمن قرى مديرية المنوفية. تغيّر الاسم سنة 1350هـ/1931م إلى منشأة سلطان.

## السكان
بلغ عدد سكان منشأة سلطان 20,201 نسمة، منهم 10،318 رجل و9،883 إمرأة، حسب الإحصاء الرسمي لعام 2006.